# Province de Prusse
1829–1878
Entités précédentes :
- Province de Prusse-Orientale
- Province de Prusse-Occidentale

Entités suivantes :
- Province de Prusse-Orientale
- Province de Prusse-Occidentale

La province de Prusse est une province du royaume de Prusse de 1829 à 1878 près de la mer Baltique et dont la capitale était Königsberg. 
Formée le 3 décembre 1829 par la réunion de deux provinces : celle de Province de Prusse-Orientale et celle de Province de Prusse-Occidentale.
Elle est alors organisée en quatre districts :
- Dantzig ;
- Gumbinnen ;
- Königsberg ;
- Marienwerder.

Elle sera de nouveau scindée en deux pour recréer ces territoires en 1er avril 1878.

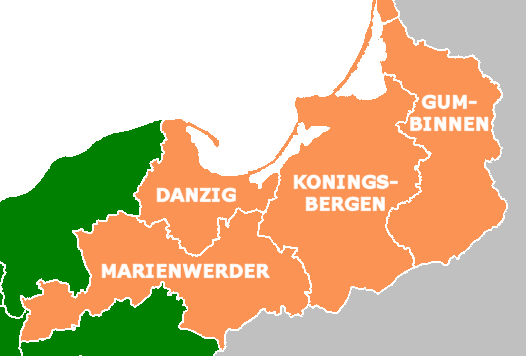
Les districts de la province.

## Liste des hauts présidents
- 1824-1842, Theodor von Schön
- 1842-1848, Carl Wilhelm von Bötticher
- 1848-1849, Rudolf von Auerswald
- 1849-1850, Eduard von Flottwell
- 1850-1868, Franz August Eichmann
- 1869-1878, Karl von Horn